# Festuca simpliciuscula
Festuca simpliciuscula là một loài thực vật có hoa trong họ Hòa thảo. Loài này được (Hack.) E.B.Alexeev mô tả khoa học đầu tiên năm 1984.